# Rechle

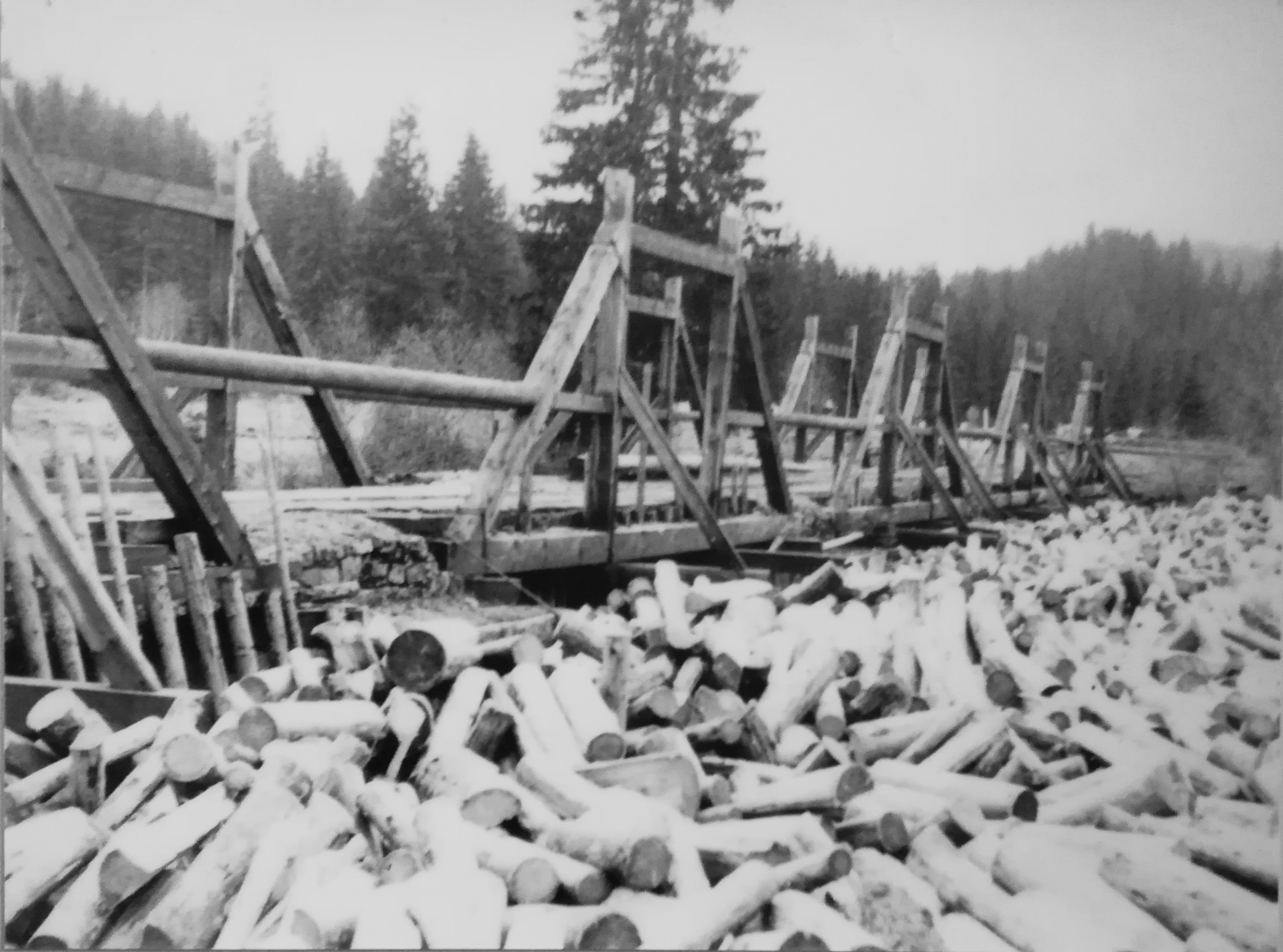
Rechle u Modravy v 1. polovině 20. století

Rechle (též rachle, hrablo, resp. hradlový most nebo hrablový most) je vodní dílo tvořené lávkou se stavidly a případně i jezem, které umožňuje usměrňovat a zadržovat volně plavené dříví v podobě polen či klád. Jako stavidlo určené k zadržování dříví se používaly trámky spouštěné z lávky zpravidla ve svislém směru. Lávka byla vybavena též bidly určenými k uvolňování polen při jejich splavování. Lávka zároveň mohla sloužit pro dopravní spojení obou břehů.
Slovo rechle bylo převzato z němčiny, jako odvozenina ze slova der Rechen = hrábě.
V Česku se jako technické památky dochovaly tyto čtyři stavby:
- Rechle u Modravy (u Srní), nekrytý most v místě odbočení Vchynicko-tetovského plavebního kanálu z řeky Vydry
- Rechle u Lenory, krytá dřevěná trámová lávka přes Teplou Vltavu
- Rechle u Plavu a Doudleb, kovová konstrukce na Malši
- Rechle v Českém Krumlově, krytá dřevěná trámová lávka přes Vltavu v Novém Spolí sloužila jak k zachycování volně plaveného dříví a jeho ukládání v městském skladu, tak k počítání proplouvajících vorů. Svou délkou 110 metrů je nejdelší stavbou tohoto druhu v Česku.[2]
- Rechle v Blansku u Kaplice, zachovány pilíře a výdřeva dna původně kryté dřevěné lávky přes Malši.[3]

## Galerie

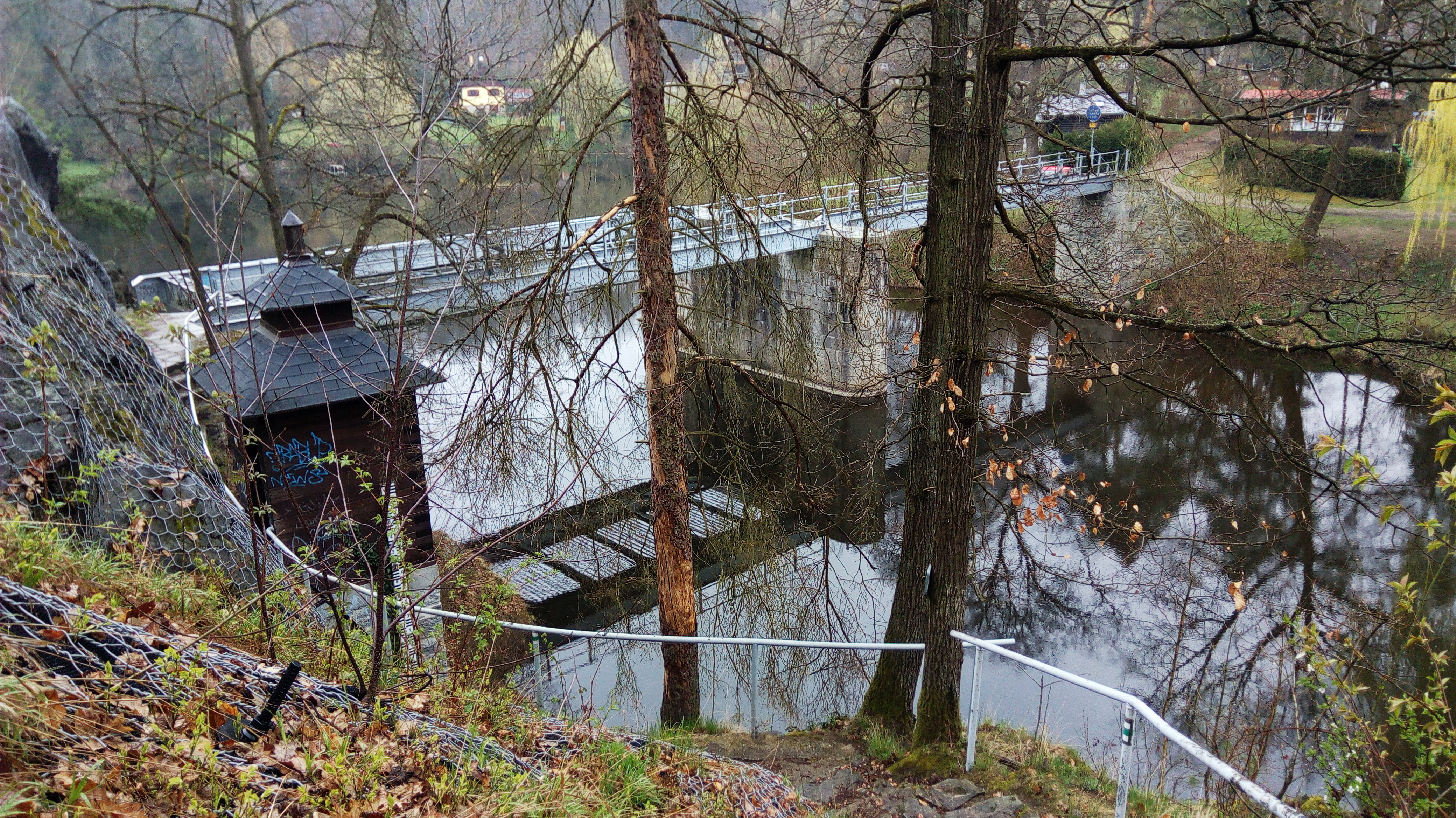
Rechle u Plavu
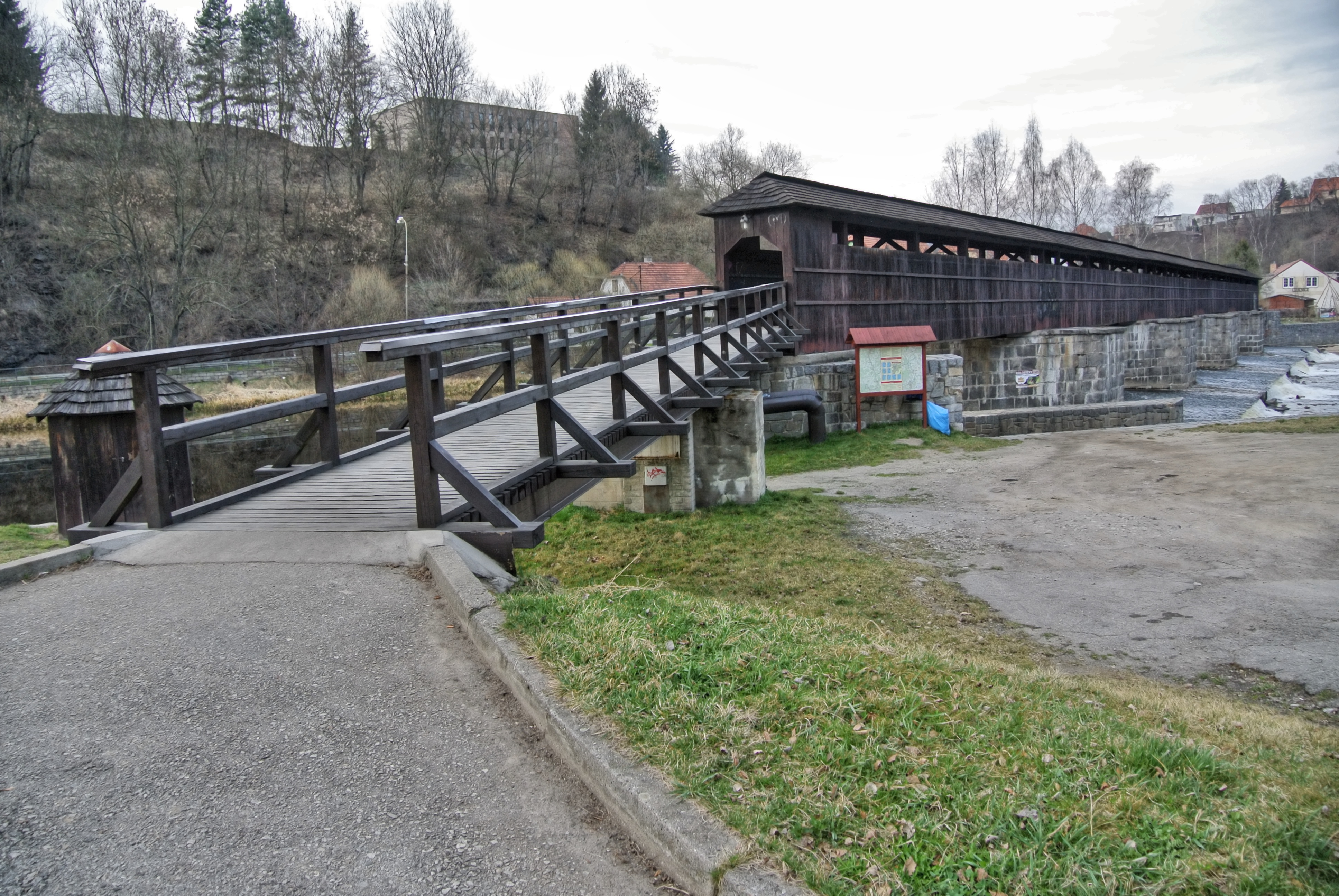
Rechle v Českém Krumlově
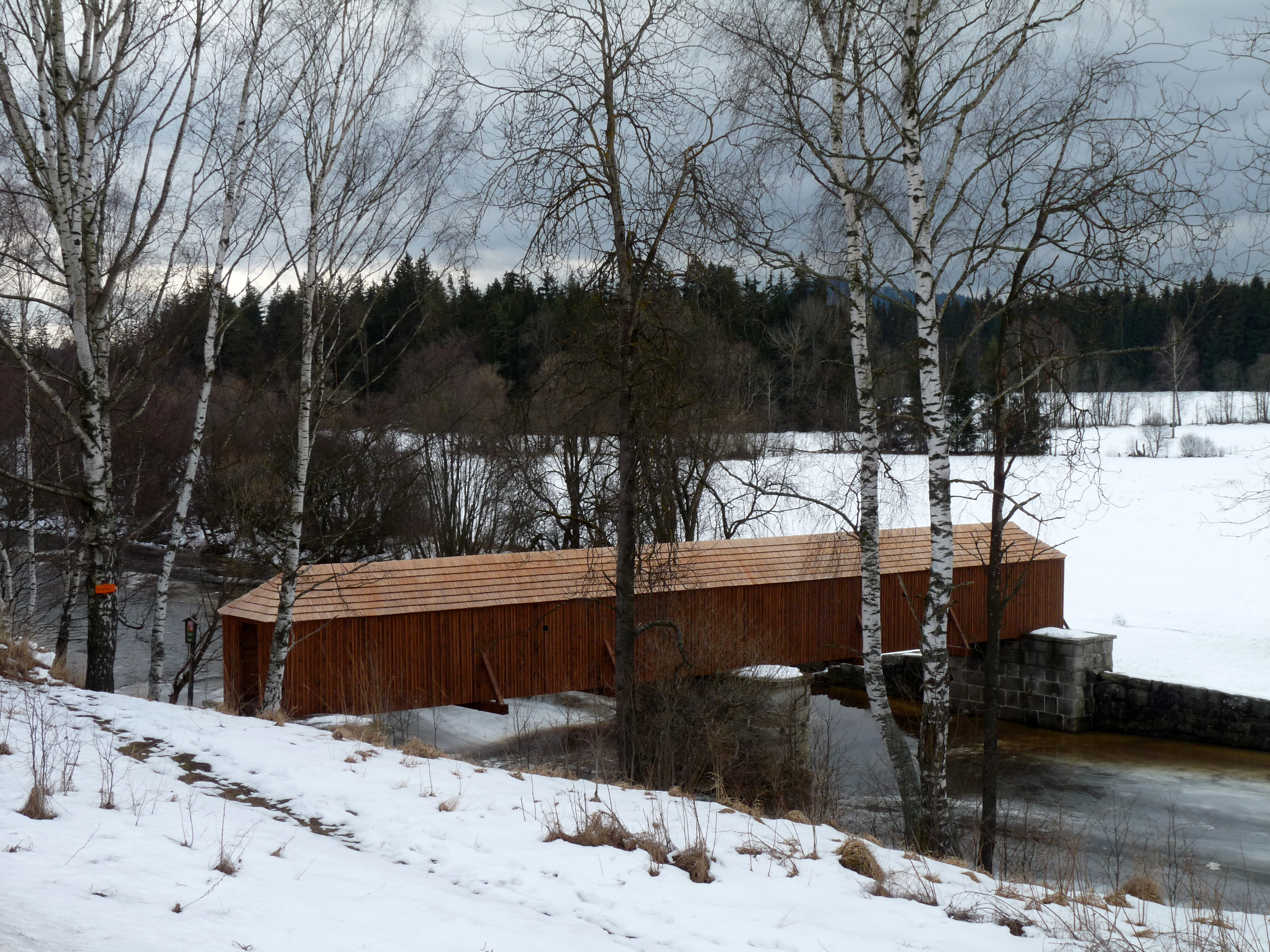
Rechle u Lenory
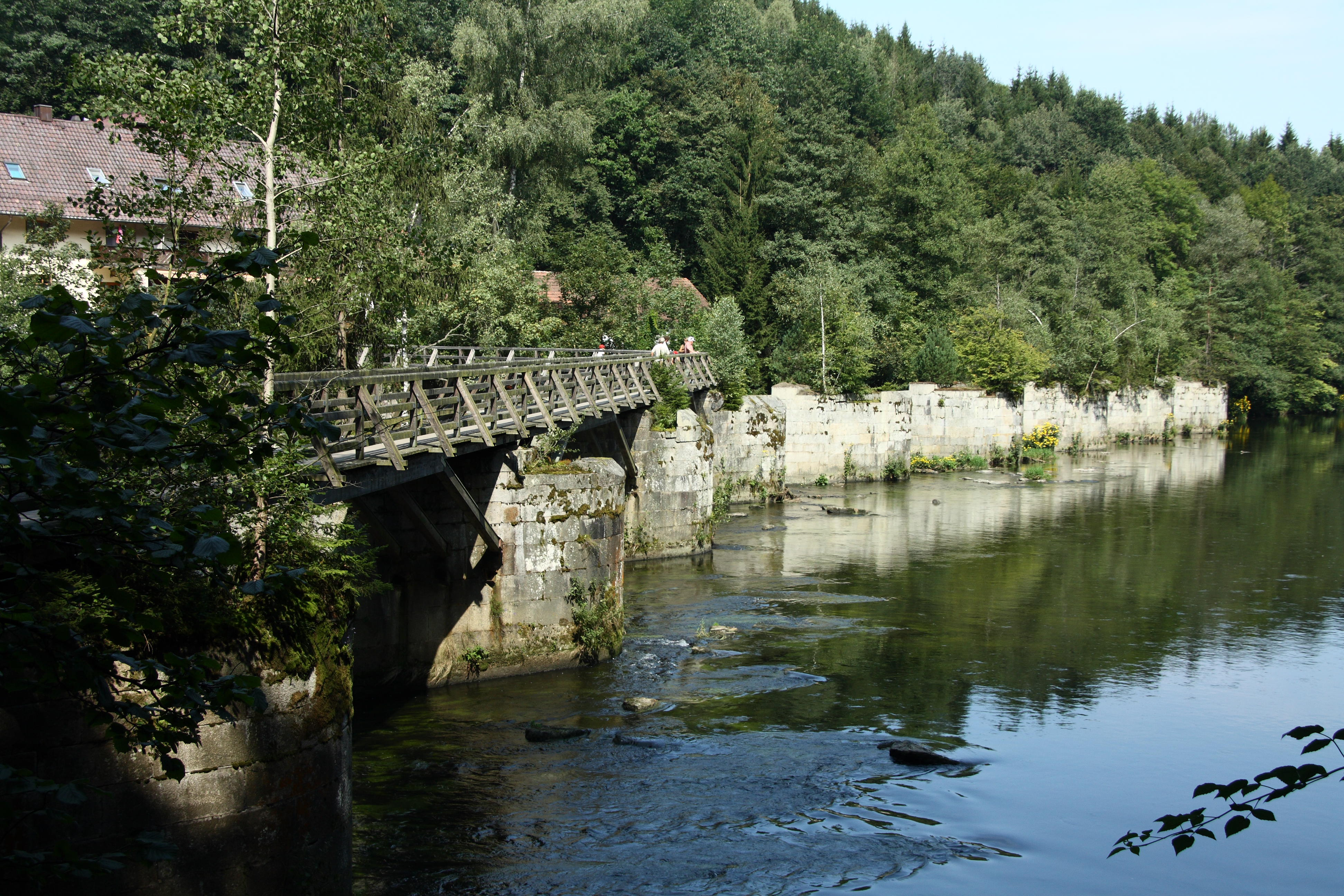
Triftsperre na řece Ilz v pasovské čtvrti Hals
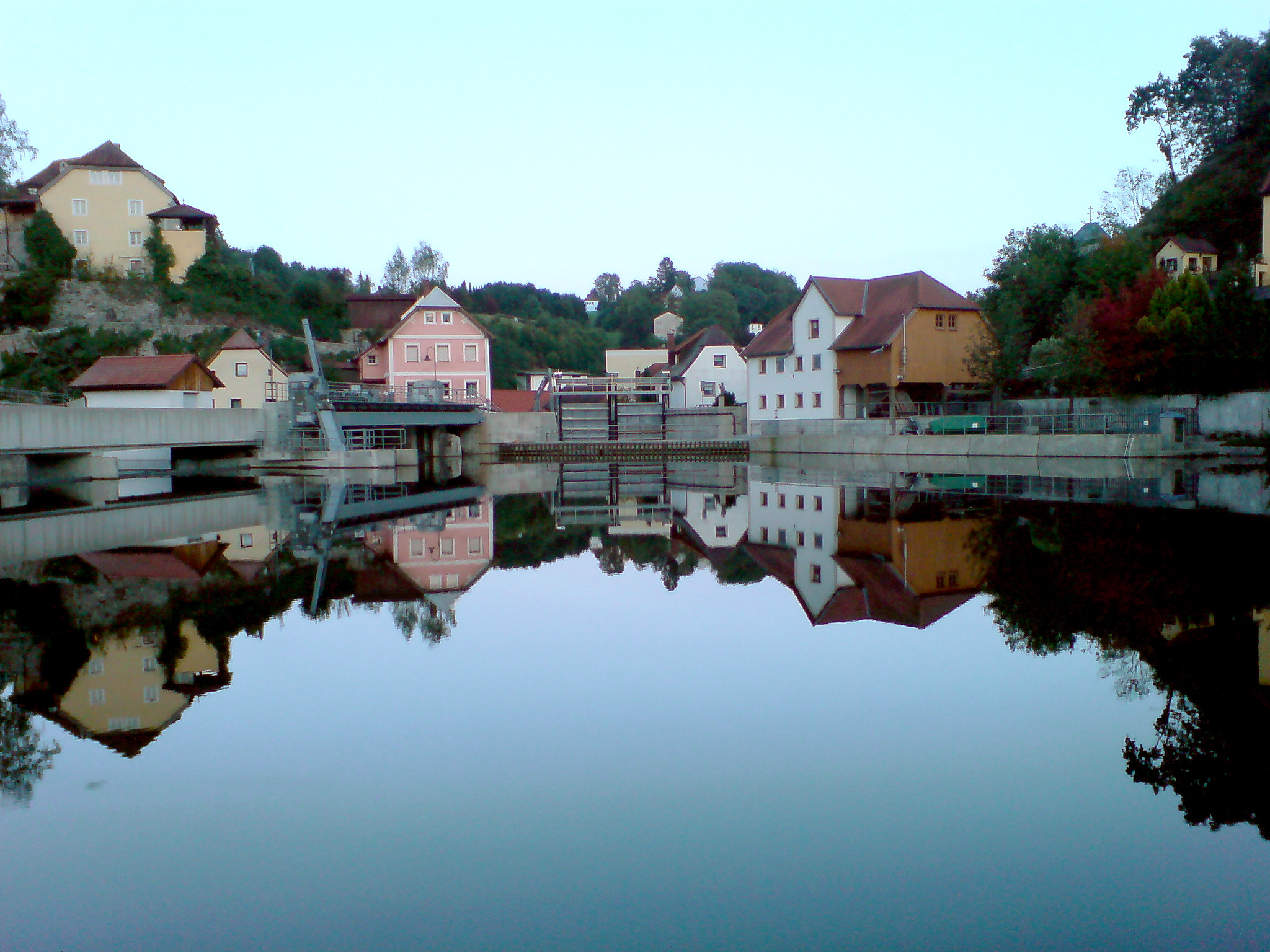
Modernější rechle na řece Ilz v pasovské čtvrti Hals